# Nel vortice vol. 2
Nel vortice vol. 2 è una compilation di rap italiano pubblicata nel 2000 su EP.

## Tracce
1. DDP - 9mm - 3:32
2. Rival Capone - Il Pleut des Anges - 4:12
3. Don Joe - Ombre cinesi - 3:43
4. Eva - Ombre cinesi - 4:45
5. Megatriade - Noi professionisti - 3:58
6. Eva - Ombre cinesi (a cappella) - 4:45